# Bezsokîrne, Bilopillea
Bezsokîrne (în ucraineană Безсокирне) este un sat în comuna Horobivka din raionul Bilopillea, regiunea Sumî, Ucraina.

## Demografie
Componența lingvistică a localității Bezsokîrne
     Ucraineană (100%)
Conform recensământului din 2001, toată populația localității Bezsokîrne era vorbitoare de ucraineană (100%).